# Dana Kuchtová
Dana Kuchtová (* 18. června 1961 Český Krumlov) je česká politička, pedagožka a překladatelka, od ledna do října 2007 ministryně školství za Stranu zelených. Dlouhodobě se věnuje kritice jaderné energetiky, snaze o vyšší účast žen v politice a česko-rakouským vztahům.

## Studia, profesní kariéra a občanské aktivity
Vystudovala Střední ekonomickou školu v Táboře a Pedagogickou fakultu v Českých Budějovicích v roce 1981. Poté pracovala jako učitelka a překladatelka. Po roce 1989 byla dlouholetou aktivní členkou a po jistou dobu i předsedkyní občanského sdružení Jihočeské matky, které bojovalo proti dostavbě JE Temelín.
V únoru 2009 byla jmenovaná ředitelkou dětského domova v Klánovicích, jehož zřizovatelem je pražský magistrát. Vzápětí se v tisku objevily dohady, že její jmenování prosadila politická vůle ze strany ODS.
Dana Kuchtová je rozvedená a má dceru Kateřinu.[zdroj?]

## Politická činnost
V roce 1989 se angažovala v Českém Krumlově v Občanském fóru. V roce 2003 se stala členkou Strany zelených. Od roku 2004 byla první místopředsedkyní Strany zelených a v letech 2006–2007 místostarostkou Českého Krumlova (této pozice se vzdala po svém jmenování ministryní školství).
V roce 2007 byla devět měsíců ministryní školství, mládeže a tělovýchovy. Svým zásahem z pozice ministryně a za spolupráce se svým tehdejším poradcem Jaromírem Soukupem, odvolala z příprav MS v Liberci prezidenta MS Romana Kumpošta, což mělo za následek rozpad realizačního týmu a celkového neúspěchu MS pod novým vedením v čele s Kateřinou Neumannovou.
V roce 2008 se stala neformální lídryní vnitrostranické opozice vůči předsedovi Martinu Bursíkovi. Společně s Matějem Stropnickým byla řazena k fundamentalistickému křídlu zelených, které se domnívá, že Zelení ve vládě příliš ustupují od svého programu.
V lednu 2009 se Kuchtová stala spolupředsedkyní stranické frakce Demokratická výzva. 8. března 2009 byla společně s poslankyněmi Věrou Jakubkovou a Olgou Zubovou a spolupředsedou Demokratické výzvy Martinem Čáslavkou vyloučena ze Strany zelených. V červnu 2009 oznámila, že znovu podá přihlášku do Strany zelených, poté co v důsledku neúspěchu ve volbách do Evropského parlamentu odstoupil z funkce předsedy Martin Bursík a nový lídr Ondřej Liška prohlásil, že by vyloučení členové mohli být do strany znovu přijati. Kuchtovou zpět do SZ předběžně přijala jednohlasně základní organizace v Českém Krumlově, k definitivnímu přijetí do SZ však byla zapotřebí výjimka předsednictva SZ, které ji však neudělilo. V paralelně probíhajícím odvolacím řízení bylo v létě 2012 rozhodnutí o jejím vyloučení zrušeno a členství v SZ obnoveno. 24. listopadu 2012 byla zvolena do předsednictva Strany zelených. Na sjezdu v lednu 2014 už funkci v předsednictvu neobhajovala.
V komunálních volbách v roce 2014 kandidovala jako členka SZ do Zastupitelstva města Českého Krumlova na kandidátce subjektu Nezávislí a zelení, ale neuspěla (stala se až pátou náhradnicí).
Ve volbách do Poslanecké sněmovny PČR v roce 2021 byla lídryní Zelených v Jihočeském kraji, ale nebyla zvolena.